# Opsomeigenia nana
Opsomeigenia nana là một loài ruồi trong họ Tachinidae.